# Generosità (distinzione nobiliare)
La generosità è una speciale distinzione nobiliare data ad alcune famiglie dai re d'Aragona, specialmente dalla dinastia dei Trastámara. Non si trattava di una nuova concessione nobiliare ad un singolo investito, ma del riconoscimento della nobiltà di sangue dell'intera famiglia (genus). Per questo motivo, i beneficiari della generosità erano tutti i membri della famiglia con virtuale valore retroattivo per gli antenati.

## Uso
Fu prevalentemente utilizzata in Sardegna verso la fine del medioevo per riconoscere ad una determinata famiglia la sua antica e nobile origine. La formula tradizionale era un diploma reale in cui il concessionario veniva dichiarato ex nobili genere natus (nato da nobile stirpe).

## Valore
La generosità dava amplissimi privilegi analoghi ai ricos hombres iberici, senza però particolari obblighi verso il sovrano. I generosi erano infatti considerati a tutti gli effetti discendenti dai cavalieri e dai nobili fondatori della patria (nei secoli dal IX al XIII).

## Riconoscimenti posteriori
Nel tempo, la specificità di questa concessione si perdette e fu accomunata al semplice cavalierato, pur con diverse incongruenze nei riconoscimenti da famiglia a famiglia. La situazione venne poi semplificata da ulteriori concessioni di nobiltà elargite a quasi tutte le famiglie generose.
Con i successivi ordinamenti dello stato nobiliare italiano ed in particolare con l'ultimo, oggi i componenti di famiglie che non abbiano avuto altra concessione che la generosità godono il titolo di nobile cavaliere.